# Fawkham Green
Fawkham Green är en ort i Storbritannien.   Den ligger i distriktet Sevenoaks i grevskapet Kent och riksdelen England, i den sydöstra delen av landet, 30 km sydost om huvudstaden London. Fawkham Green ligger 90 meter över havet och antalet invånare är 231.
Terrängen runt Fawkham Green är huvudsakligen platt, men åt sydost är den kuperad. Terrängen runt Fawkham Green sluttar norrut. Runt Fawkham Green är det tätbefolkat, med 819 invånare per kvadratkilometer. Närmaste större samhälle är Bexley, 12,1 km nordväst om Fawkham Green. Trakten runt Fawkham Green består till största delen av jordbruksmark.